# Зруйновані зорі
«Зруйновані зорі» — науково-фантастичний роман українських письменників Олега Авраменка і Валентина Авраменка. Роман уперше опублікований російською мовою у московському видавництві «Альфа-книга» у 2002 році під назвою «Галактики, как песчинки». Українською мовою роман уперше надрукований у 2004 році у видавництві «Зелений пес» у серії «Main stream». Твір написаний у жанрі космічної опери, та є продовженням роману «Жменя вічності», й у ньому на фоні опису боротьби за визволення людей з-під гніту іншопланетних поневолювачів висловлюється думка, що людство може досягнути будь-яких висот.

## Сюжет роману
Дія роману відбувається у XXXVI столітті, а саме 3593 році. Після закінчення подій, описаних у попередньому романі «Жменя вічності», минуло 7 років. За цей час людство не лише визволило більшість своїх планет, а й повернулось на свою прабатьківщину — Землю. Коаліція іншопланетян, які воювали з людьми, розкололась, і тепер вони часто воюють між собою, а частина іншопланетян, зокрема альви і нереї, не хочуть великих військових дій проти людей, боячись їх помсти. Проте габбари, найчисленніші серед іншопланетян, не бажають здавати підконтрольні їм світи людям, та навіть почали воювати проти своїх колишніх союзників альвів. Габбари за допомогою глюонних бомб знищили одну з альвійських планет Мельмак. Майже відразу після цього керівництво альвів повідомило своїм військовим, що в їх розпорядженні є найновіша зброя — кваркова бомба. Цю зброю застосували на габбарській планеті Джейхана, розміщеній у Великій Магеллановій Хмарі. Після вибуху бомби світило Джейхани швидко перетворилось на наднову, що спричинило руйнування цілої планетної системи. Люди швидко дізналися про застосування цієї потужної зброї, проте відразу ж постало питання, звідки слабкі в технологічному плані альви дістали таку потужну зброю. Як і габбари, люди запідозрили, що хтось із людей таємно передав цю зброю альвам, притому попередивши їх, що така зброя має здатність проходити підпросторовими каналами до сусідніх зоряних систем, та спричинювати їх вибухи, тобто поширюватись на цілу галактику, але практично немає шансів пройти навіть до найближчих галактик. Саме тому альви й застосували його у Великій Магелановій Хмарі, тому що інакше знищеною б виявилась ціла галактика, де проживає більшість розумних цивілізацій. Цим одкровенням перед своїми вищими офіцерами керівництво людської цивілізації визнало, що володіє не тільки такою руйнівною зброєю, але й іншими досягненнями техніки, зокрема людство вже таємно дісталось до більш віддаленої галактики — Туманності Андромеди.
Головний герой роману Стефан Матусевич та його прийомна дочка Рашель Леблан, які випадково стають свідками цього зізнання, вимушені змінити місце своєї служби. Їх та капітана Анн-Марі Прентан вирішено направити з таємною розвідувальною місією на планету Новоросія, на якій переважно говорять російською мовою, а також частково кавказькими та середньоазійськими мовами, на якій править спадковий імператор, який під час спроби звільнення планети 7 років тому заборонив своїм підданим повставати заради визволення планети від влади іншопланетян-альвів. Для цієї місії терміново підготовлена група дуже молодих розвідників, майже підлітків, серед яких є навіть спеціаліст-кібернетик з імплантованим чипом, більшість з яких володіють російською або іншими слов'янськими мовами, проте є одна єврейка та іспаномовні брат і сестра. Ця група під керівництвом Стефана Матусевича та Анн-Марі відбуває на Новоросію, де Стефан та Анн-Марі мають грати роль чоловіка і дружини, евакуйованих з планети Арран, а Рашель має грати роль їх доньки — школярки старших класів. Інші члени групи мають також переважно грати роль школярів, евакуйованих з інших планет.
Розвідувальна група прибуває на Новоросію, де Матусевич швидко встановлює контакт зі своїм старим знайомим альвом Олексієм Шелестовим, який на підконтрольній альвам планеті виконує завдання свого уряду, та повідомляє, що найімовірніше руйнівну зброю альвам передав хтось із людей, а її застосування може бути небезпечним для всієї галактики. Одночасно молодші члени групи встановлюють контакт із своїми однолітками, зокрема Рашель знайомиться з хлопцем, який пов'язаний із підпільною молодіжною групою, що має на меті визволення планети від іншопланетян, та яку підтримує спадкоємець новоросійського престолу, одноліток хлопців. Спеціаліст з кібернетики встановив зв'язок із таємничим комп'ютерником, який фактично є лідером підпільного угруповання. Рашель та ще кілька членів групи на неформальному пікніку знайомляться із спадкоємцем престолу, який відразу ж закохується в учасницю розвідувальної групи Естер Левінсон, яка має підтримувати зв'язок між групою та спадкоємцем престолу. Одночасно Стефан Матусевич від альва Шелестова дізнається, що кваркову бомбу альвам передали люди, і за допомогою спеціальних технологій вдалось дізнатися, що це були двоє членів підпільного молодіжного угрупування з Новоросії. На поставлене собі запитання, звідки підлітки з віддаленої планети змогли дістати таку потужну зброю, ніхто з людей не зумів відповісти.
За допомогою даних статистики Новоросії представники розвідки людей дізнаються, що біографії більшості членів керівництва підпільної групи підлітків Новоросії неможливо простежити глибше за 3 роки в минуле — це наводить на думку, що вони прибули на цю планет близько 3 років тому із невідомою метою. Після цього практично одночасно Стефана з Анн-Марі захоплюють члени підпільного молодіжного угрупування, та за допомогою телекінезу перекидають їх на орбіту на замаскований космічний корабель. Тим часом Рашель з хлопцем із Новоросії, який в неї закохався, та спеціалістом-комп'ютерником, зуміли відбити напад на себе членів молодіжної підпільної групи та заволоділи їхнім космічним кораблем, з подивом дізнаючись, що Новоросія має замаскований космічний військовий флот. Одночасно комп'ютерник встановив, що з пам'яті комп'ютера корабля хтось намагався вилучити дані про малопомітну зірку під назвою Хейна, після чого він вирішив направити корабель до цієї зірки. Вхід у систему цієї позагалактичної зірки виявився нелегкою справою, оскільки він закодований, проте комп'ютернику вдалося підібрати код для входу в систему.
У системі Хейни членам розвідувальної групи вдається виявити придатну для життя планету та покинутий космічний корабель. Виявилось, що цей корабель запущений із Землі близько півтори тисячі років тому, на його борту перебувала група всесвітньо відомих учених того часу, і після потрапляння у просторово-часову аномалію він дістався до Хейни, на придатній для життя планеті якої під поверхнею члени експедиції знайшли контейнер із записами наукових знань та винаходів гуманоїдної цивілізації, яка покинула Землю близько 2 мільярдів років тому. Розуміючи, що ці знання не можна відразу передавати людству, щоб воно не використало їх неналежним чином, проте вони й не можуть бути втрачені, члени експедиції вирішили залишитись жити на планеті, а для продовження існування людського поселення вони вирішили клонувати самих себе протягом тривалого часу. Люди з цього поселення оволоділи технологіями могутньої цивілізації, і тривалий час спостерігали за успіхами людства в освоєнні далекого космосу. Проте після початку війни людства з іншопланетянами та їх поразки на більшості планетах члени колонії біля Хейни вирішили допомогти жителям планети, яка не скорилась іншопланетянам — Терри-Галлії. Для цього в комп'ютер одного з учених Терри-Галлії вони ввели дані, які прямо давали вихід до технології перекривання надпросторових каналів біля планети (дром-зони), керування підпросторовими каналами аж до переміщення до віддалених галактик, телекінезу, створення кваркових і глюонних бомб. Ці дані допомогли суспільству Терри-Галлії розпочати визволення решти людства, проте на деяких планетах, зокрема Новоросії, місцева влада пішла на пряме співробітництво з іншопланетянами та заборонила своїм громадянам брати участь у русі опору іншопланетянам. Для цього частина молодих клонованих жителів колонії біля Хейни прибули на Новоросію та легалізувались на ній під виглядом підлітків, організовуючи рух опору серед школярів, щоб скинути з престолу старого імператора, та поставити на престол спадкоємця престолу, який таємно симпатизує молодим змовникам.
Тим часом на Новоросії підлітки-змовники імітують загибель імператора в авіаційній катастрофі, причому евакуюють його з планети для більшої правдивості історії. Владу перебирає молодий спадкоємець, який формує уряд із членів молодіжної підпільної групи та дає згоду на розгортання космічного флоту планети, який розпочинає визволення Новоросії від іншопланетян. Операція визволення проходить успішно, Новоросія приєднується до об'єднаного людства, жителі колонії біля Хейни також стають повноправними членами людського суспільства.
Закінчується роман описом польоту чергової експедиції людей до Туманності Андромеди, під час якої головний герой роману Стефан Матусевич висловлює думку, що найближчим часом за допомогою нововідкритих наукових знань людство зможе досягти будь-якої видимої для нього галактики.